# Энциклопедическая статья
Энциклопеди́ческая статья́ — жанр научного текста, структурная единица энциклопедии. Содержит определение основного термина статьи, а также краткое описание сущности определяемого им понятия, явления, проблемы в общедоступной форме, список литературы. Сведения в энциклопедической статье отличаются точностью и справочным характером. Форма подачи материала используется краткая и выстроенная по определённому плану. Могут приводиться различные точки зрения на предмет статьи. Выделяют различные типы статей: статьи-обзоры, статьи-справки, статьи-толкования, отличающиеся объёмом раскрытия темы, причём толкования состоят только из определения и этимологии.
Оформление жанра современной русскоязычной энциклопедической статьи пришлось на XX век, что включало в себя выделение научно-справочного подстиля как характерного для статей современных энциклопедий. Для этого подстиля по сравнению с непосредственно научным характерно повышение доли фактологического материала, увеличение компрессии текста, усиление интертекстуальности, снижение элементов повествования и практически полное отсутствие средств художественной выразительности.
Исследователи отмечают композиционную оформленность энциклопедических статей как связных текстов, выстроенных по содержательному плану. Отмечают целостность текстов энциклопедических статей, наличие в них информационной структуры. Факты для статей подлежат отбору: случайные, частные, конъюнктурные и быстро устаревающие сведения в них не включаются.